# Cortaderia atacamensis
Cortaderia atacamensis är en gräsart som först beskrevs av Rodolfo Amando Philippi, och fick sitt nu gällande namn av Pilg.. Cortaderia atacamensis ingår i släktet Cortaderia, och familjen gräs. Inga underarter finns listade i Catalogue of Life.